# Turbaczyk
Turbaczyk (1078 m) – szczyt w Gorcach. Znajduje się na grzbiecie odchodzącym w północnym kierunku od Turbacza. W grzbiecie tym znajdują się kolejno: Czoło Turbacza (1259 m), Kopieniec (1080 m), Wierch (1091 m), Turbaczyk (1078 m) i Basielka (1023 m) z polaną Łąki. W zachodnim kierunku do doliny potoku Turbacz opada z Turbaczyka grzbiet oddzielający dolinki dwóch potoków: Potok spod Łąki i Skalisty. Wschodnie stoki opadają doliny potoku Konina. Wcina się w nie potok o nazwie również Skalisty.
Na północnych i zachodnich zboczach Turbaczyka znajduje się bardzo widokowa polana Tyrbaczyk, a na jej zachodniej części niszczejący szałas z czterospadowym dachem. Pod szczytem Gorczański Park Narodowy zamontował tablicę informacyjną i ławeczki. Turbaczyk jest bardzo dobrym punktem widokowym. Panorama widokowa obejmuje Beskid Wyspowy, dolinę Raby, Beskid Makowski, Beskid Żywiecki z Babią Górą i Wielki Chocz na Słowacji.
Według jednego z bohaterów powieści Władysława Orkana pt. W roztokach na Turbaczyku znajduje się podobno tajemnicze wejście w głąb ziemi. Jeden z bohaterów tej powieści opowiada: ...napotykam na Wierchu mały otwór w ziemi, zdawało się lisia jama – ale nie dowierzam. Juści próbuję stopami, ziemia się usuwa i wnet się odkryła przepaść. Zazieram do wnętrza, a tam schody jakby do piwnicy... Tych schodów było dość niemało, alem nie rachował.
Wierch znajduje się w granicach wsi Poręba Wielka w województwie małopolskim, w powiecie limanowskim, w gminie Niedźwiedź.

## Szlaki turystyczne
Niedźwiedź – Orkanówka – Łąki – Turbaczyk – Spalone – Czoło Turbacza – Turbacz. Odległość 10,8 km, suma podejść 970 m, suma zejść 240 m, czas przejścia 3 godz. 25 min, z powrotem 2 godz. 20 min.
 ścieżka edukacyjna „Turbaczyk” rozpoczynająca się przy polanie i polu biwakowym Oberówka.

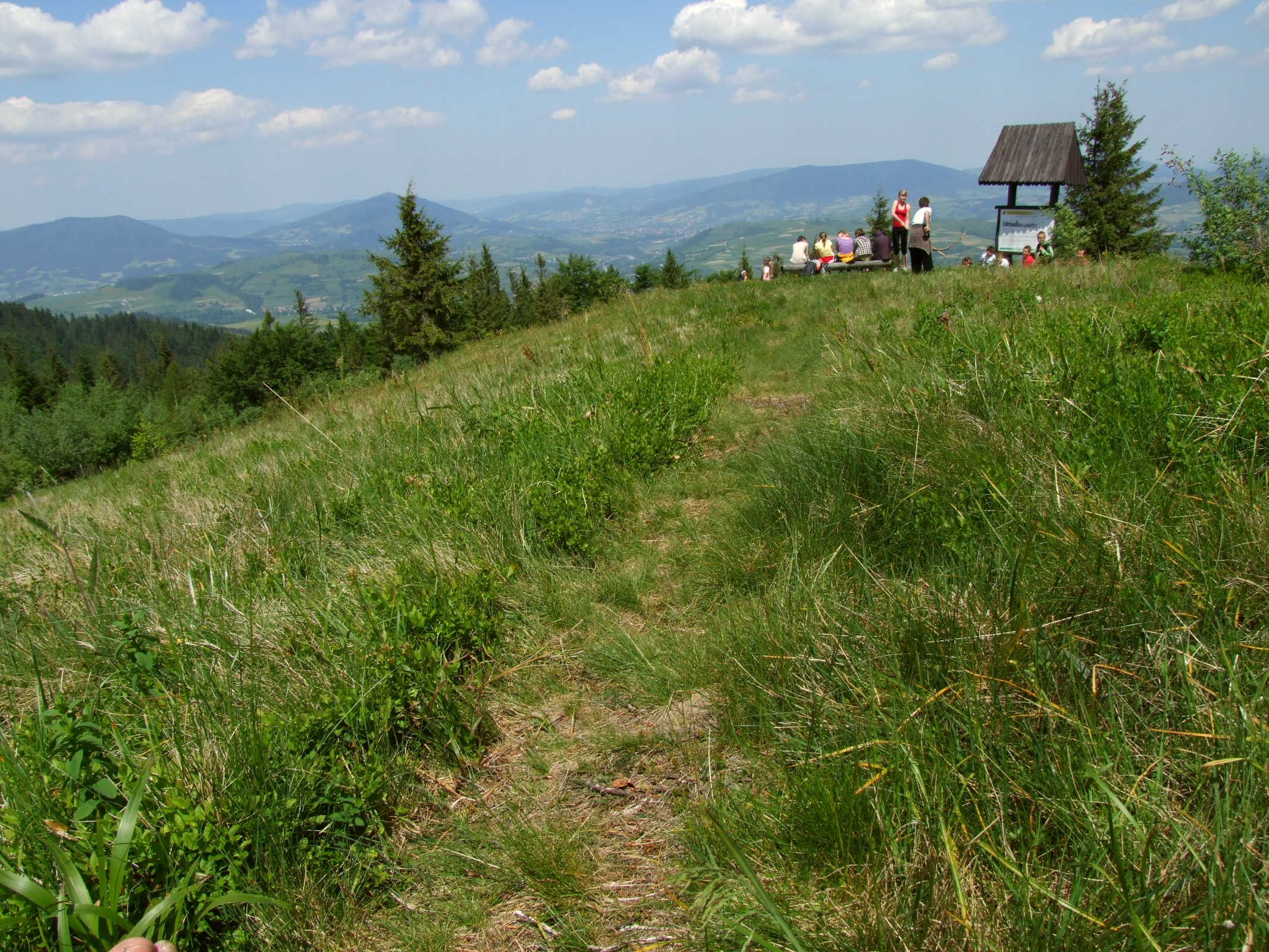
Widokowa polana podszczytowa